# لوکاس اینترونا
لوکاس اینترونا (به انگلیسی Lucas D. Introna) (متولد ۱۹۶۱) استاد نظریه سازمان، فناوری و اخلاق در دانشکده مدیریت دانشگاه لنکستر است. او در زمینه مطالعات اجتماعی سیستم‌های اطلاعات کار می‌کند. تحقیقات او بر روی پدیده‌های فناوری متمرکز شده است. او سهم قابل توجهی در ایجاد درک پیامدهای اخلاقی و سیاسی فناوری برای جامعه ایفا کرده است.

## کار
اینترونا در اوایل فعالیت حرفه‌ای خود بر شیوه‌هایی که مدیران، اطلاعات را در خدمت کردارهای مدیریتی درمی‌آوردند (مانند برنامه‌ریزی، تصمیم‌گیری، و غیره) متمرکز بود. این کار او روایتی از مدیر عرضه کرد که در آن مدیر همواره یک کنشگر در همتنیده و در حال مشارکت است (که همیشه کم و بیش در حال مصالحه و انطباق است) این رویگرد در تقابل با مدل‌های سنتی هنجاری از مدیر است که او را به عنوان یک عامل آزاد بی‌طرف ترسیم می‌کنند که قادر است انتخاب کند که به طرق مختلف عمل کند یا خیر. سپس کارش را در پذیرش منتقدانه تر فناوری دنبال کرد. او و همکارانش تعدادی مقالات منتقدانه در زمینه فناوری اطلاعات مانند دستگاه‌های خودپرداز، موتورهای جستجو و سامانه‌های تشخیص چهره منتشر ساختند. او اخیراً کار خود را روی جنبه‌های سیاسی و اخلاقی فناوری و همچنین حوزه جامعه مادگی متمرکز ساخته است.

### مدیریت اطلاعات و قدرت
در کتاب مدیریت اطلاعات و قدرت اینترونا استدلال کرد که بیشتر آموزش مدیریت هنجارپایه است (به عنوان مثال گفتن اینکه مدیران باید چگونه عمل کنند) در حالی که همان‌طور که توسط هنری مینتزبرگ(Henry Mintzberg) نشان داده شده واقعیت سازمانی مدیران بر سیاست بازی و جنگ قدرت استوار است. (همچنین به کتاب اخیر مینتزبرگ مدیریت مراجعه کنید). بنابراین به جای استفاده از اطلاعات برای هدایت عقلانیت (همان‌طور که مدل‌های هنجاری سنتی فرض می‌کنند) اطلاعات اغلب به عنوان یک منبع سازمانی در سیاست اعمال می‌شود. بر اساس این واقعیت، اینترونا استدلال می‌کند که بیشتر از آنکه همانند جریان اصلی ادبیات مدیریت به درک ارتباط بین اطلاعات و عقلانیت بپردازیم نیازمند آنیم که رابطه آن را با قدرت درک کنیم (همان‌طور که توسط میشل فوکو پیشنهاد شده است).

### پدیدارشناسی و تکنولوژی
با تکیه بر پدیدارشناسی به خصوص کار مارتین هایدگر و دون ایدح اینترونا همراه با فرناندو ایهارگو تجزیه و تحلیل پدیدارشناسانه فناوری اطلاعات را توسعه داد—به ویژه در یک روایت دقیق از پدیدارشناسی صفحه نمایش. آنها استدلال می‌کنند که در پدیده صفحه نمایش دیدن تنها آگاه بودن از یک سطح نیست. صرف تماشای صفحه نمایش به عنوان یک صفحه نمایش نشان می‌دهد که صفحه نمایش در حال حاضر توجه ما را در خود جذب کرده است. در نظارت به وسیله صفحه نمایش، صفحه نمایش توجه ما را جذب و حفظ می‌کند. آنها چنان به نگه داشتن توجه ما ادامه می‌دهند که گویی آنها آنچه که مرتبط باشد را نشان می‌دهند-دقیقاً به همین دلیل آنها قدرت جذب و نگه داشتن توجه ما را دارند. این جریان ارتباط مستمر الزامات خاص خودش را دارد، گونه‌ای از توافق پنهانی که ناشی از رضایت نیست، بلکه شیوه‌ای برای زندگی یا نحوه انجام کار است —یا در مقابل توافقی مشخص پیرامون امکانیت‌های حقیقت است. به این ترتیب آنها استدلال می‌کنند که صفحه نمایش‌ها موجودیت‌هایی هستی شناسانه هستند.

### اخلاق و سیاست فناوری
اینترونا (با همکاران مختلفش) درون سنت مطالعات علم و فناوری انواع مفصلی از مطالعات تجربی اخلاق و سیاست فناوری را صورت داده‌اند. برای مثال با هلن نیسنباوم(Helen Nissenbaum) او یک مقاله در زمینه مسائل سیاسی موتورهای جستجو نگاشته است. این تحقیق نشان داد که نمایه سازی و الگوریتم‌های رتبه‌بندی گوگل در حال تولید یک نسخه خاص از اینترنت است. سیاستی که به طور نظامند (در برخی موارد بر اساس طراحی و در برخی موارد دیگر به طور تصادفی) برخی وبگاه‌ها و انواع خاصی از وبگاه‌ها را به نفع دیگران مورد تبعیض قرار می‌دهد و صورت نظام مند به ضرر برخی وبگاه‌ها به برخی اصالت می‌دهد. به همین ترتیب اینترونا مطالعات سیاسی و اخلاقی مشابهی در زمینه سامانه‌های تشخیص چهره، دستگاه‌های خودپرداز و سامانه‌های کشف تقلب منتشر ساخته است.

### جامعه مادگی و اخلاق چیزها
اخیراً اینترونا متاثر از آرای مرتبط با جامعه مادگی، پیشنهاد کرده است که اگر ما همان‌طور که دونا هاراوی استدلال می‌کند سایبورگ هستیم پس رابطه اخلاقی ما با جهان مادیت بی جان نیاز به تجدید نظر اساسی دارد. به گفته وی این فقط می‌تواند از این طریق به دست آید که ما انسان‌ها چارچوب اخلاقی انسان محور را رها کرده و چارچوبی اخلاقی برگزینیم که در آن همه موجودات واجد ارزش اخلاقی در نظر گرفته شوند.

## انتشارات منتخب
- 2013. Afterword: Performativity and the becoming of sociomaterial assemblages. In de Vaujany, F-X. , & Mitev, N. (Eds.), Materiality and Space: Organizations, Artefacts and Practices.(pp. 330-342).Palgrave Macmillan.
- 2013. Otherness and the letting-be of becoming: or, ethics beyond bifurcation. In Carlile, P. , Nicolini, D. , Langley, A. , & Tsoukas, H. (Eds.), How matter matters. (pp. 260-287). Oxford: Oxford University Press.
- 2011. The Enframing of Code: Agency, originality and the plagiarist, Theory, Culture and Society, ۲8(6): ۱۱۳–۱۴۱.
- 2009. Ethics and the speaking of things, Theory, Culture and Society, ۲6(4): ۳۹۸–۴۱۹.
- 2008. Phenomenology, Organisation and Technology, Universidade Católica Editora, Lisbon. (with Fernando Ilharco and Eric Faÿ)
- 2007. Maintaining the Reversibility of Foldings: Making the ethics (politics) of information technology visible, Ethics and Information Technology, 9(1): ۱۱–۲۵
- 2006. The Meaning of Screens: Towards a phenomenological account of screenness, Human Studies, 29(1): 57-76. (with Fernando M. Ilharco)
- 2005. Disclosing the Digital Face: The ethics of facial recognition systems, Ethics and Information Technology, 7(2): ۷۵–۸۶
- 2002. The (im)possibility of ethics in the information age. Information and Organisation, ۱2(2):۷۱–۸۴.
- 2000. Shaping the Web: Why the politics of search engines matters, The Information Society, 16(3):169-185 (with Helen Nissenbaum)
- 1999. Privacy in the Information Age: Stakeholders, interests and values. Journal of Business Ethics, 22(1): 27-38 (with Nancy Poloudi)
- 1997. Privacy and the Computer: Why we Need Privacy in the Information Society. Metaphilosophy, ۲8(3): ۲۵۹–۲۷۵
- 1997. Management, Information and Power: A narrative of the involved manager, Macmillan, Basingstoke.